# Bahnhof London Waterloo

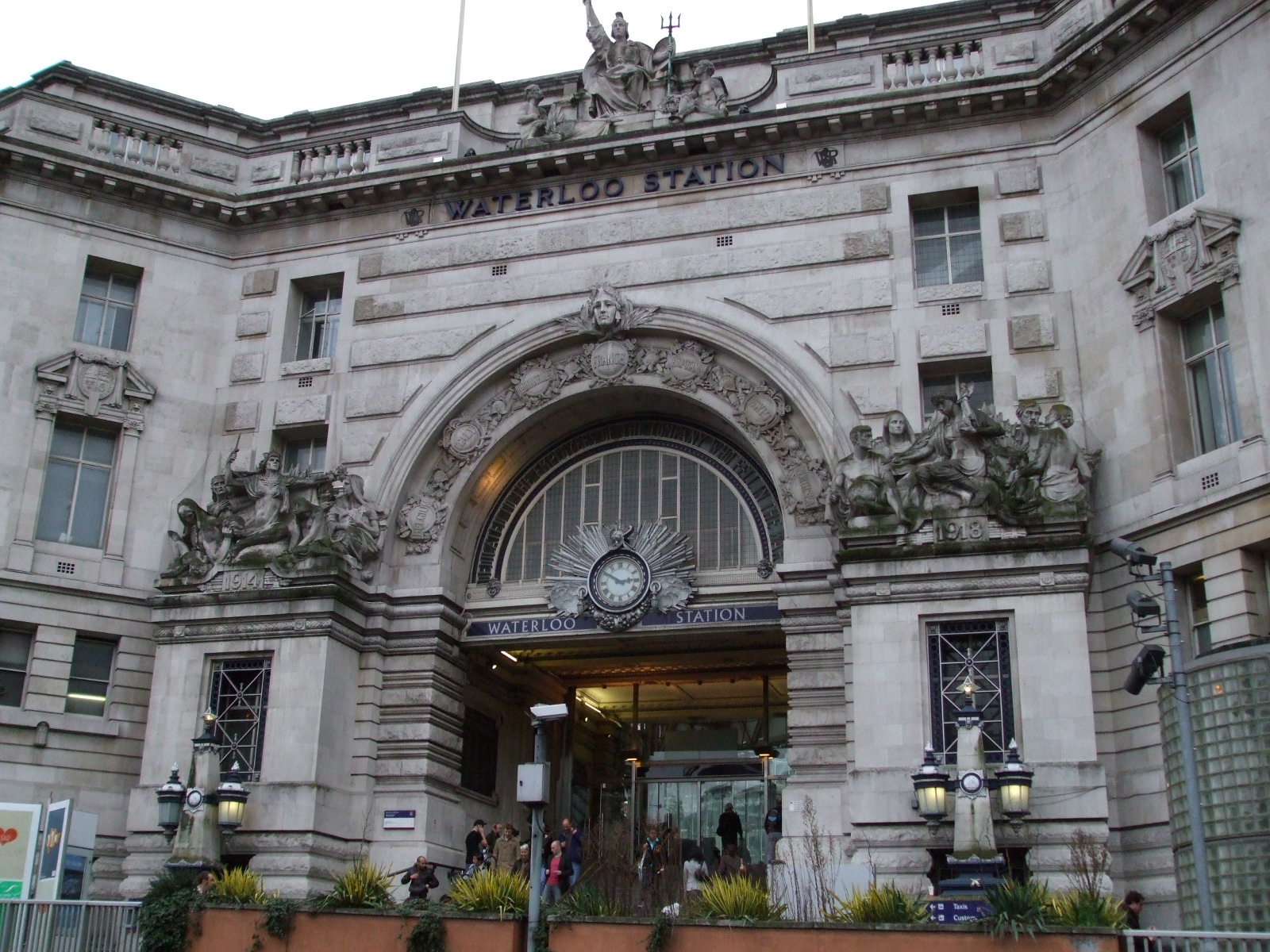
Haupteingang des Bahnhofs

London Waterloo ist ein wichtiger Bahnhof und Verkehrsknotenpunkt in London. Er liegt im Stadtbezirk London Borough of Lambeth und ist nach der nahegelegenen Waterloo Bridge benannt. Die in der Travel zone 1 gelegene Bahnhofanlage besteht aus vier miteinander verbundenen Teilen: dem eigentlichen Hauptbahnhof, dem früheren Eurostar-Terminal Waterloo International, dem räumlich getrennten Bahnhof Waterloo East und der unterirdischen U-Bahn-Station der London Underground. Der Bahnhof ist Ausgangspunkt der South Western Main Line, über die Ziele in Süd- und Südwestengland wie Southampton, Portsmouth, Bournemouth und Exeter erreicht werden können.
Im Jahr 2017 nutzten 94,2 Millionen Fahrgäste den Bahnhof, der damit der höchstfrequentierte Londons ist.

## Geschichte

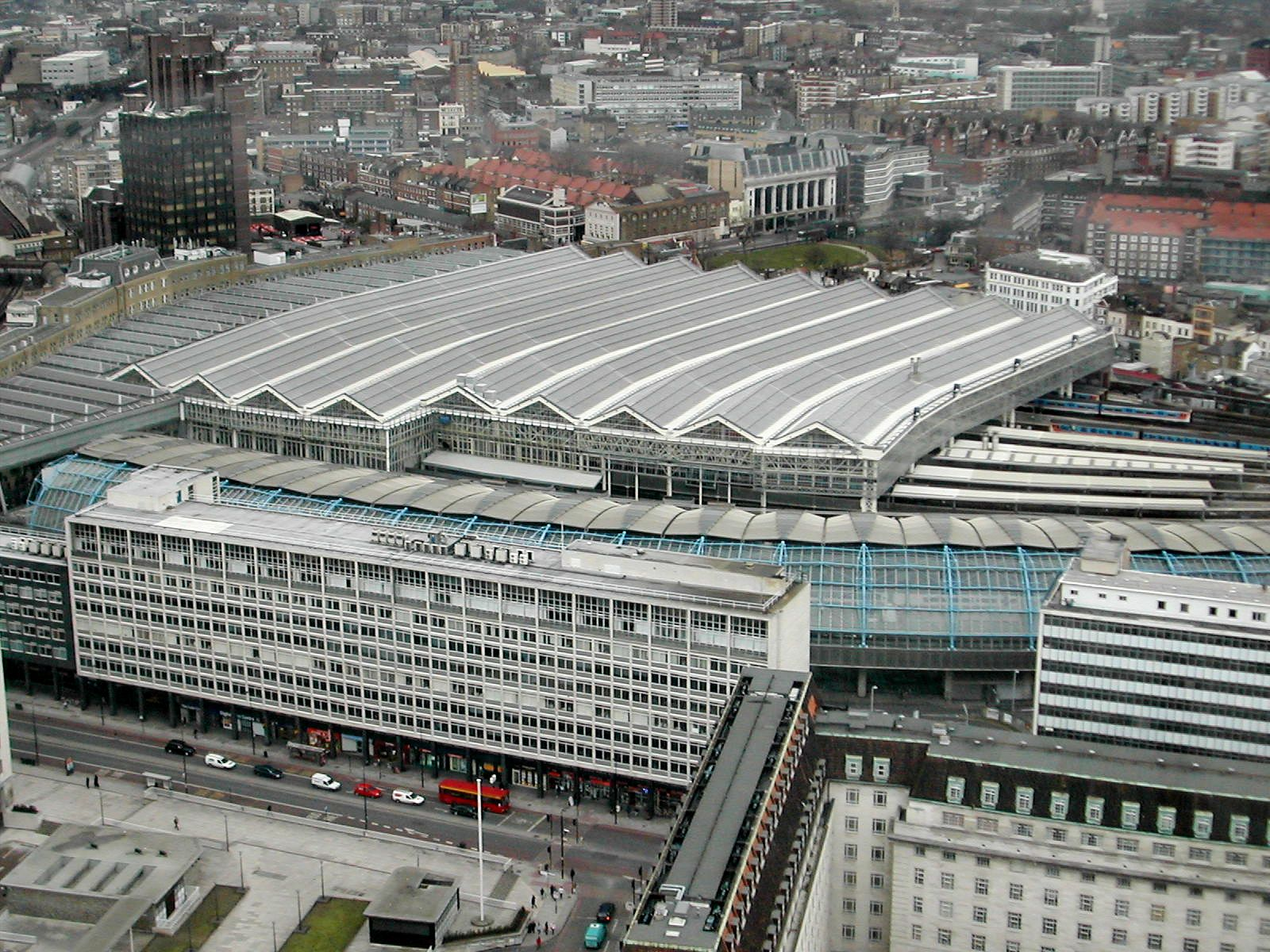
Ansicht aus der Vogelperspektive

Der Bahnhof Waterloo wurde am 11. Juli 1848 durch die London and South Western Railway (L&SWR) eröffnet. Die ursprünglichen Pläne hatten einen Durchgangsbahnhof vorgesehen, der es ermöglicht hätte, Züge bis in die City of London verkehren zu lassen. Schließlich baute man jedoch nur einen Kopfbahnhof. Zu Beginn lautete der Name Waterloo Bridge Station, nach der nahegelegenen Brücke, die ihrerseits nach der für England erfolgreichen Schlacht bei Waterloo benannt worden war. Im Jahre 1886 wurde die Bezeichnung in Waterloo Station geändert, um sich dem allgemeinen Sprachgebrauch anzupassen.
Der Bahnhof wurde mit der Zeit immer unübersichtlicher und baufälliger, so dass die Gesellschaft beschloss, die ganze Anlage abzureißen und neu zu bauen. Die Komplexität der Anlage war Gegenstand zahlreicher spöttischer Anspielungen in Büchern und Theaterstücken. So weiß beispielsweise in Jerome K. Jeromes Roman Drei Mann in einem Boot keiner der Beteiligten den exakten Bahnsteig, die exakte Zeit oder gar das Ziel.
Im Jahr 1900 begann der Bau des neuen Bahnhofs mit 21 Gleisen und einer 244 Meter langen Querhalle. Die Arbeiten dauerten mit Unterbrechungen bis 1922. Während des Zweiten Weltkriegs wurde der Bahnhof stark beschädigt. Eine kleine Anekdote ist, dass Waterloo früher der Ausgangspunkt des täglichen „Beerdigungs-Express“ zum 48 km entfernten Brookwood-Friedhof war. Züge mit Särgen verließen den Bahnhof Necropolis gleich außerhalb der Haupthalle. Dieser wurde jedoch 1941 zerstört und nach Kriegsende nicht wieder aufgebaut.
Nach der Privatisierung der britischen Eisenbahnen in den 1990er-Jahren kam die gesamte Anlage in den Besitz des Infrastrukturunternehmens Railtrack, 2002 an dessen Nachfolger Network Rail. Die Züge verkehren in die südlichen Vororte von London sowie in den Südwesten von England und werden überwiegend von der Bahngesellschaft South West Trains betrieben.

## Waterloo International

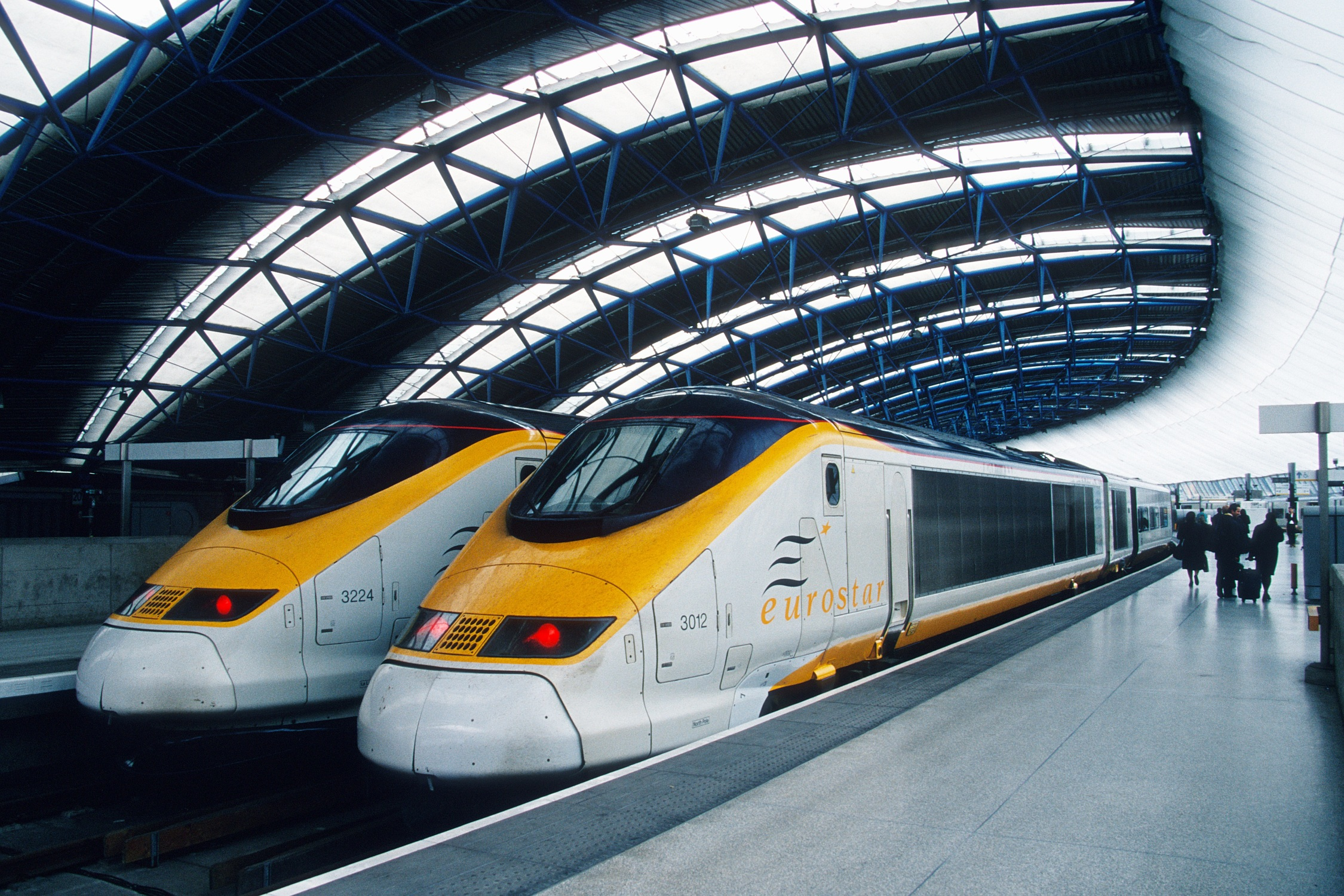
Eurostar-Züge am internationalen Bahnsteig (2007)

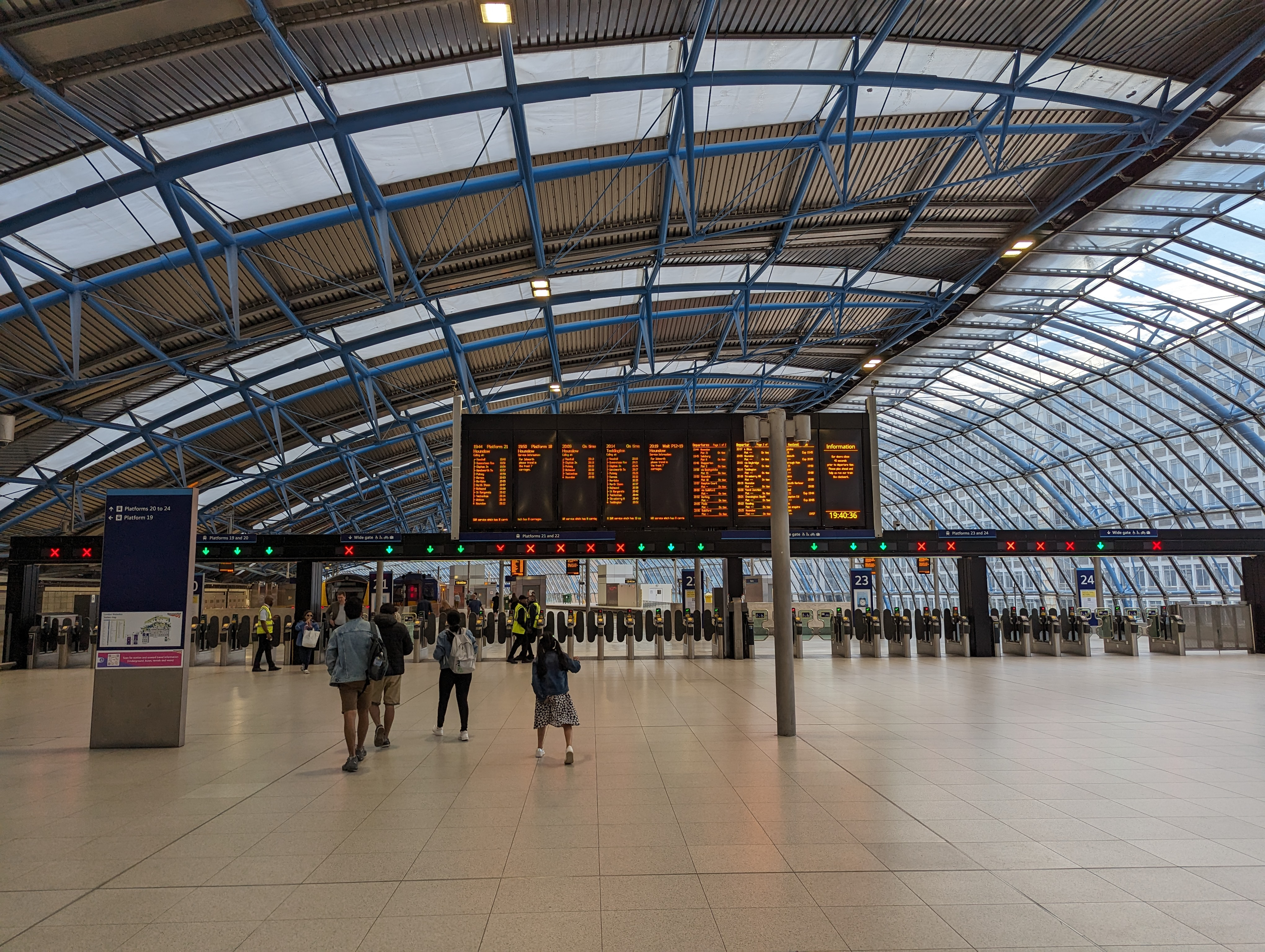
Die renovierten ehemaligen internationalen Bahnsteige 20 bis 24 (2023)

Der Bahnhof Waterloo International liegt unmittelbar neben dem eigentlichen Hauptbahnhof. Seine fünf Bahnsteiggleise tragen die Nummern 20 bis 24. In der zweistöckigen Bahnhofshalle (samt Abstellanlage) fuhren vom 14. November 1994 bis 13. November 2007 die Eurostar-Züge nach Belgien und Frankreich ab. Der Bahnhof entstand ab 1990 nach Plänen des Architekturbüros Nicholas Grimshaw & Partners und kostete 130 Millionen Pfund. Die Architektur des Bahnhofs wurde weitherum gelobt und erhielt bei seiner Eröffnung mehrere Preise, darunter die Auszeichnung „Gebäude des Jahres“ des Royal Institute of British Architects und den Preis der Europäischen Union für zeitgenössische Architektur. Aufgrund der Länge der Empfangshalle und der einfahrenden Eurostar-Züge sah man sich veranlasst, die Struktur der Überdachung flexibel zu gestalten, um den Luftdruck auszugleichen. Daher sind an den äußeren Widerlagern der Überdachung Elemente angebracht, mit denen sich das Dach segmentartig bis zu 20 cm vertikal heben und senken lässt.
Seit Fertigstellung des High Speed 1 im Jahr 2007 verkehren die Eurostar-Züge zum Bahnhof St Pancras International, und Waterloo International wurde geschlossen. Der Bahnhof fiel in die Zuständigkeit des britischen Verkehrsministeriums, das über die weitere Verwendung zu entscheiden hatte. Mögliche Varianten waren die Umwandlung in ein Büro- und Einkaufszentrum oder die Übergabe an South West Trains für die Schnellzüge der South Western Main Line nach Weymouth.
Im Dezember 2011 gab die damalige Verkehrsministerin Justine Greening für 2014 die Wiederöffnung von Gleis 20 für den nationalen Verkehr bekannt. Seit Oktober 2013 wird dieses Gleis bei Überfüllung anderer Teile des Bahnhofs von Reisezügen genutzt. Die endgültige Eröffnung für den fahrplanmäßigen Verkehr war für Mai 2014 geplant. Im März 2014 kündigten South West Trains und Network Rail an, die Gleise 21 und 22 bis zum Jahresende wieder in Betrieb zu nehmen.
Am 6. September 2014 wurde für den nunmehr abgelaufenen Termin durch den britischen Verkehrsminister Claire Perry die Mitteilung verkündet, zum jetzigen Zeitpunkt sei 2017 als Eröffnungstermin sämtlicher Bahnsteiggleise festgelegt.
Da der Bahnhof Waterloo erhebliche Kapazitätsprobleme hatte, gab es im Dezember 2018 eine teilweise Wiedereröffnung und schließlich im Mai 2019 die vollständig wieder in Betriebnahme der ehemaligen internationalen Bahnsteige für den Inlandsverkehr.

## Waterloo East
→ Siehe Bahnhof Waterloo East

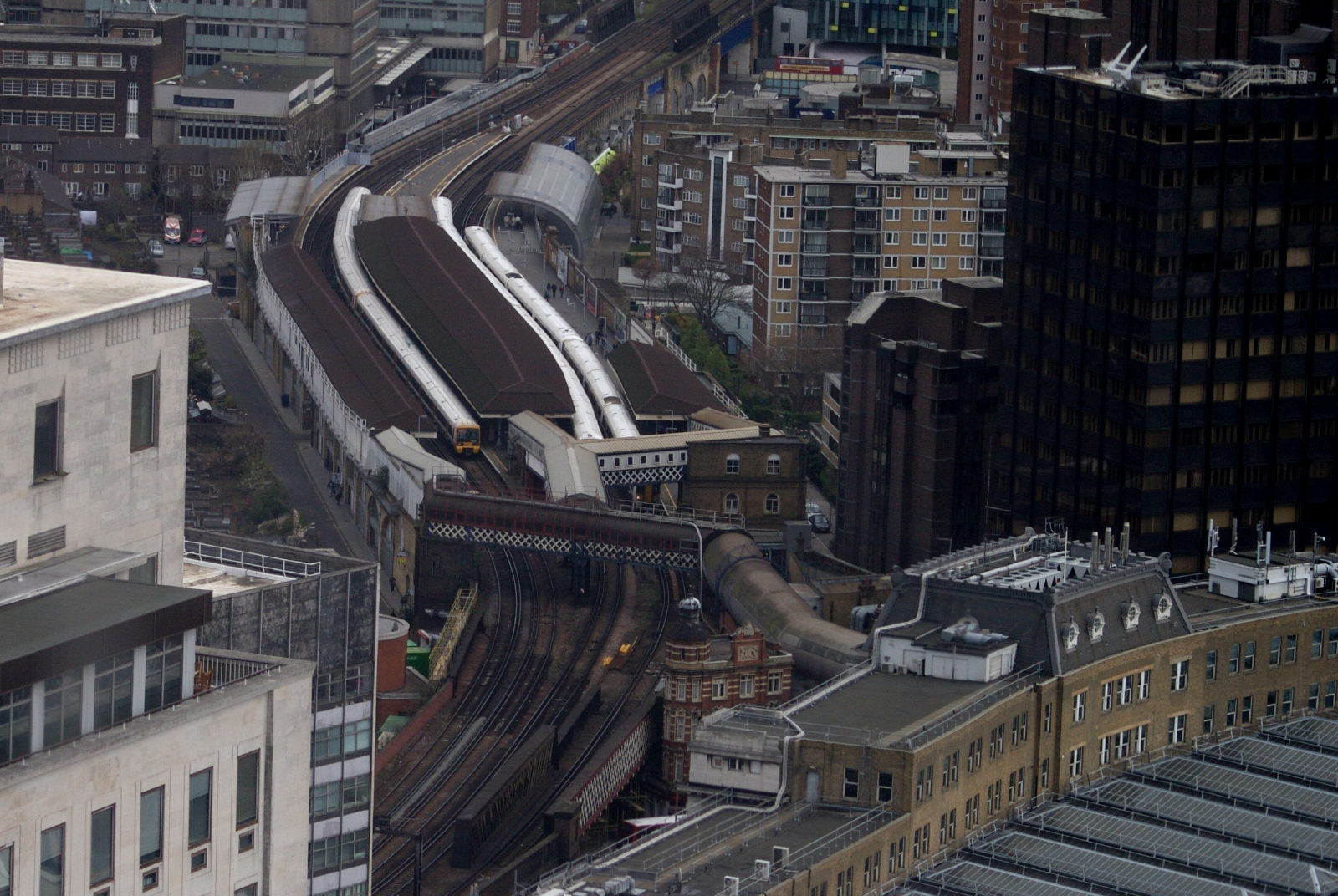
Ausblick von London Eye auf den Bahnhof Waterloo East (2008)

Waterloo East ist ein betrieblich eigenständiger Durchgangsbahnhof östlich des eigentlichen Hauptbahnhofs und die Bahnsteige haben Buchstaben statt Nummern, um Verwechslungen mit den Bahnsteigen im benachbarten Bahnhof Waterloo zu vermeiden.  Der Zugang erfolgt über eine Fußgängerbrücke. 
Hier verkehren Züge der Gesellschaft Southeastern vom Bahnhof Charing Cross aus an die Südküste und nach Kent.

## U-Bahn-Station
→ Siehe Waterloo (London Underground)

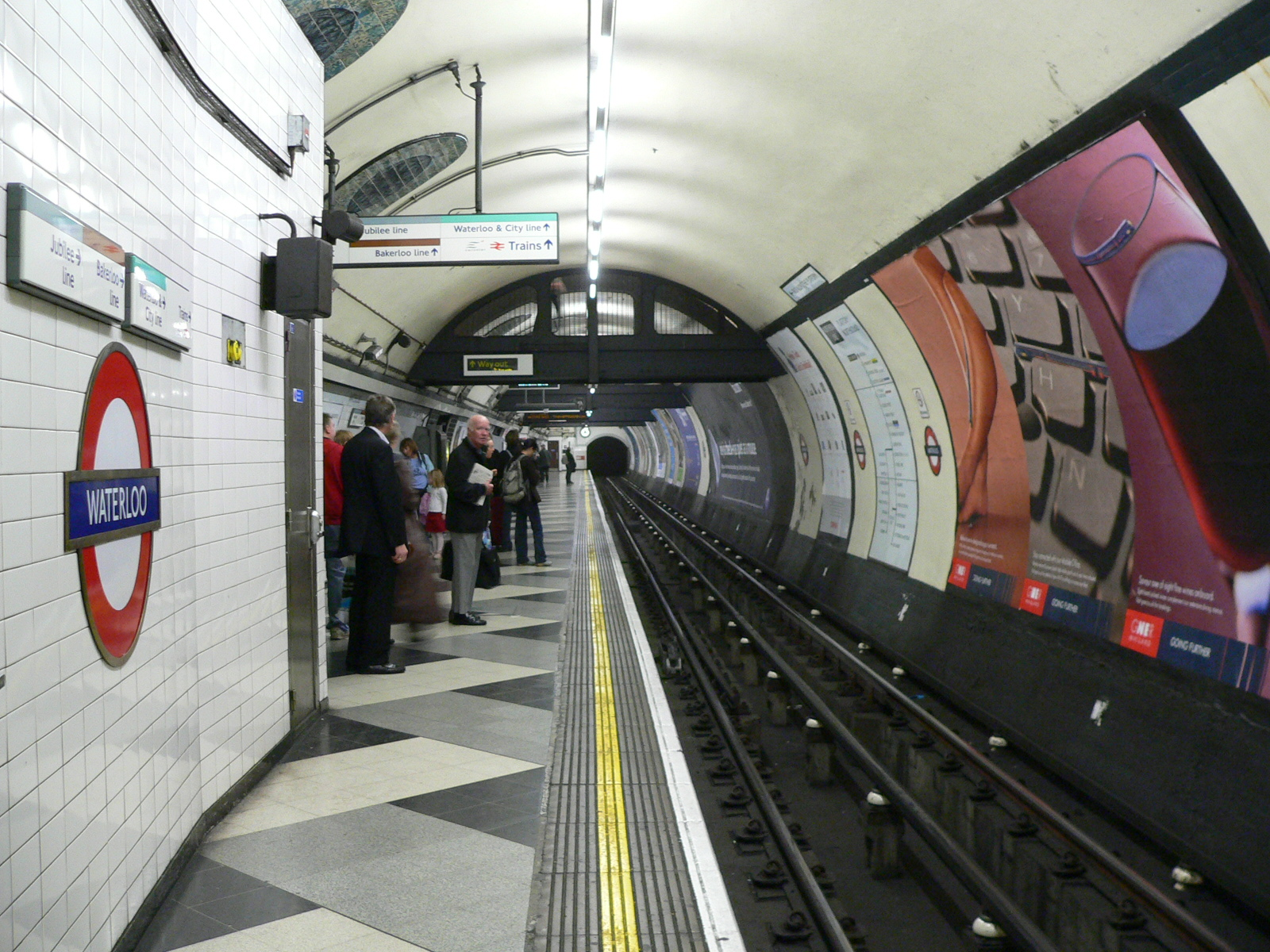
Bahnsteig der Northern Line

Tief unter dem Hauptbahnhof befindet sich eine der wichtigsten Umsteigestationen der London Underground. Hier verkehren die Bakerloo Line, die Jubilee Line, die Northern Line und die Waterloo & City Line. Die Waterloo & City Line, scherzhaft oft als The Drain („Abflussrohr“) bezeichnet, war die erste unterirdische Eisenbahn am Bahnhof Waterloo und wurde am 8. August 1898 durch eine Tochtergesellschaft der L&SWR eröffnet. Die Bakerloo Line eröffnete ihre Bahnsteige am 10. März 1906, gefolgt von der Northern Line am 13. September 1926. Den vorläufigen Abschluss bildete die Jubilee Line, deren Bahnsteige am 20. November 1999 in Betrieb genommen wurden.

## Trivia
- Der Bahnhof ist Thema des Popsongs Waterloo Sunset der englischen Band The Kinks aus dem Jahr 1967. Dieses Lied wurde in einer britischen Zeitschrift als einer der schönsten Songs über London gewählt.

- Waterloo Station ist Drehort einer bedeutsamen Verfolgungsszene in dem Agententhriller Das Bourne Ultimatum, in dem der Hauptdarsteller Matt Damon die Rolle des gleichnamigen und durch die CIA verfolgten Geheimagenten spielt.